# ソフィア・フィッツクラレンス

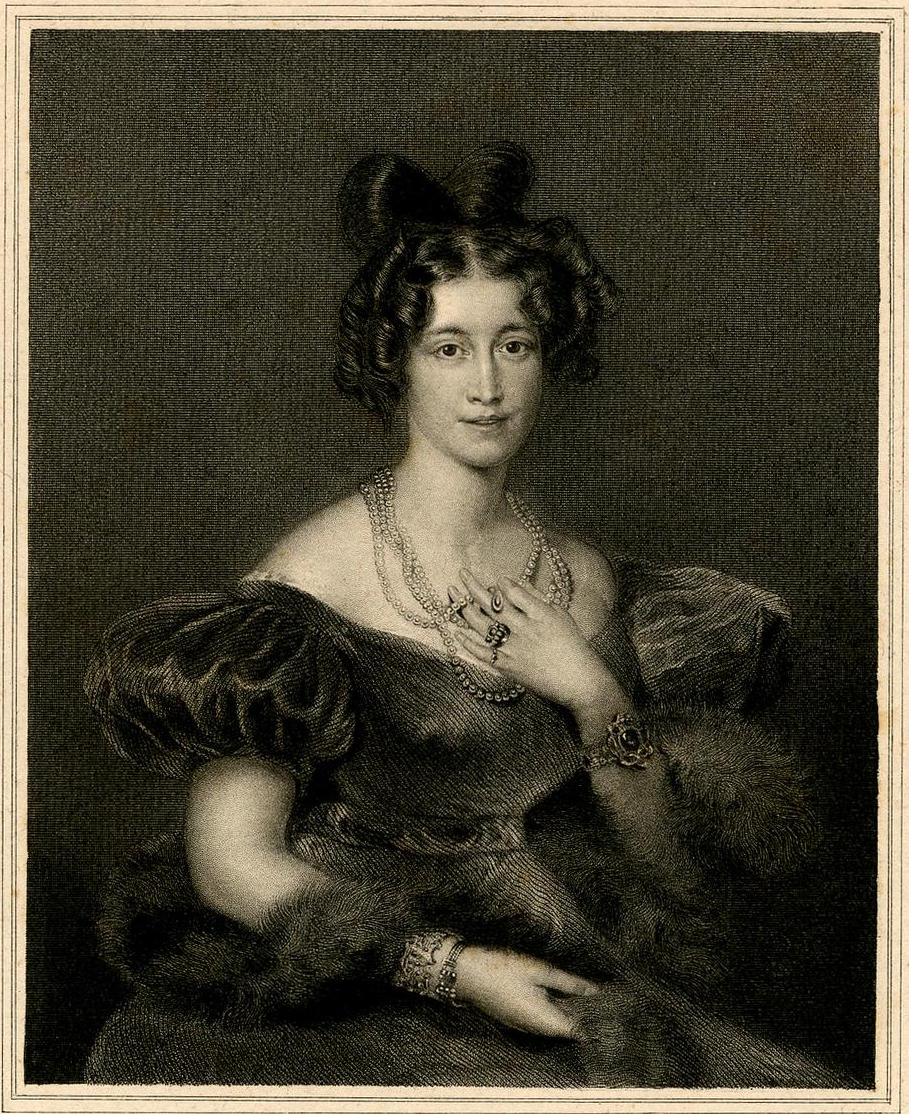
ド・ライル男爵夫人、A・モートン画、1832年

ド・ライル・アンド・ダドリー男爵夫人ソフィア・シドニー（Sophia Sidney, Baroness De L'Isle and Dudley, 1796年8月25日 - 1837年4月10日）は、イギリスの貴族夫人。王位継承前のイギリス王ウィリアム4世と、愛妾で女優のドロシー・ジョーダンの間の3番目の非嫡出子・長女。

## 生涯
ロンドンのサマセット通りで誕生し、同父母兄弟と同じく、父のクラレンス公爵位に因むフィッツクラレンス姓を名乗った。両親は身分の違いから正式な結婚はできなかったものの、20年にわたり事実婚状態にあり、10人もの子供たちを大切に生み育てた。1797年クラレンス公一家はクラレンス・ロッジからテディントンのブッシー・ハウスに転居、1807年まで住んだ。しかしクラレンス公は1811年、正統な婚姻による王位継承者を作る必要からジョーダンと離別した。
1825年8月13日、ケント州ペンズハーストのシェリー＝シドニー準男爵の後継ぎフィリップ・シドニーと結婚。夫は詩人パーシー・ビッシュ・シェリーの従弟だが、自分の姓から「シェリー」を削除している。1831年5月、父王の勅許状により、妹たちと一緒に、宮中席次において侯爵令嬢として扱われることとなった。1835年には夫が初代ド・ライル・アンド・ダドリー男爵に昇叙された。

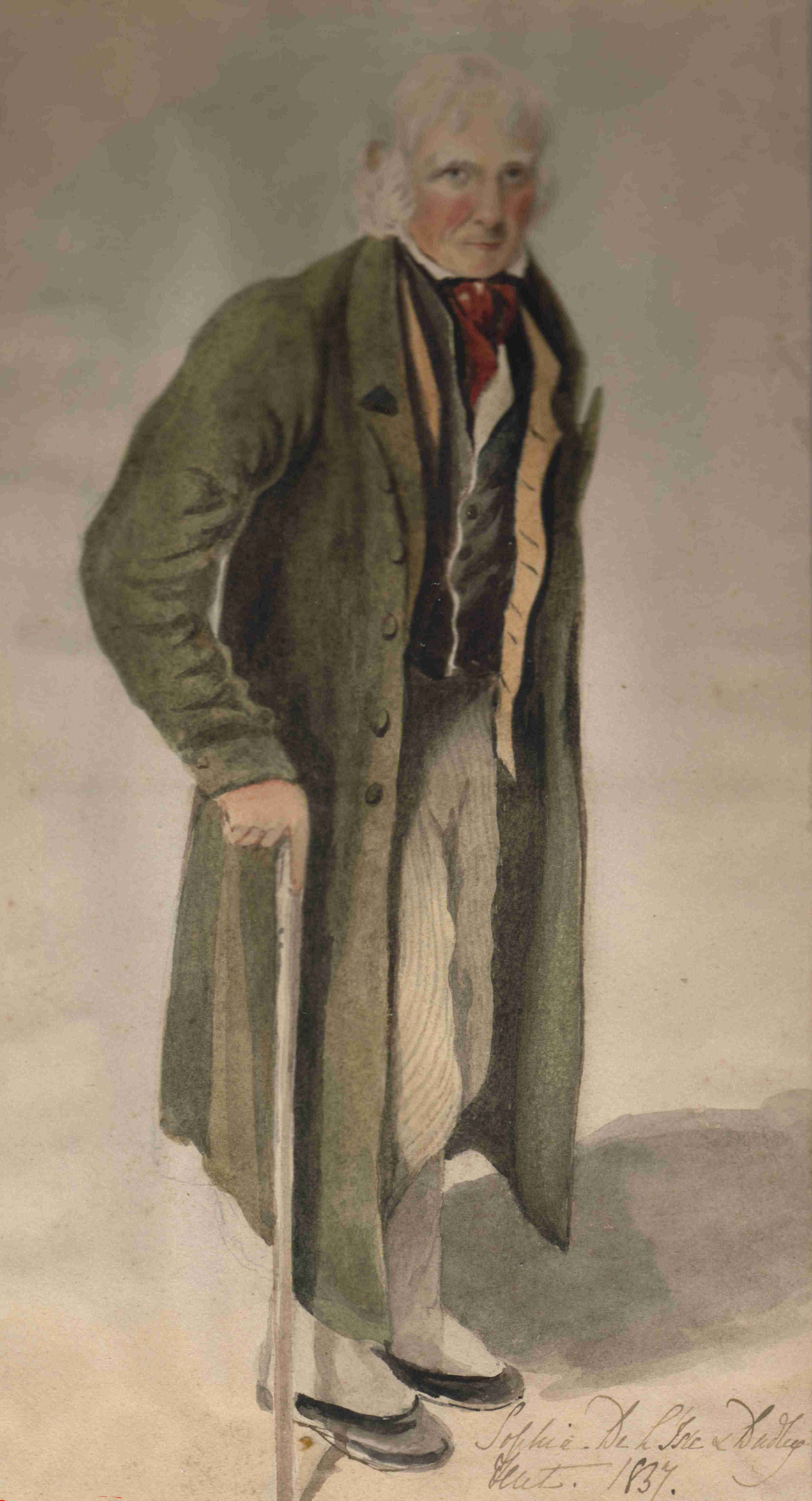
ソフィアの描いた最晩年の父ウィリアム4世、1837年

1837年1月にケンジントン宮殿の首席家政担当者（State Housekeeper）に任命される。この時期、ソフィアは病がちだった父ウィリアム4世の肖像を描いているが、第4子を出産したあとに産後の肥立ちが悪く、4月に死亡した。ソフィアは高い知性をそなえた、魅力的で華やかな女性であったと言われ、父ウィリアム4世のお気に入りの娘だったため、父王の嘆きは深かった。ウィリアム4世自身、娘の死の2か月後に崩御している。
ド・ライル家の地元ペンズハーストのセント・ジョン・ザ・バプティスト教会にはソフィアの記念碑が作られた。寡夫のシドニーは1851年に死去した。

## 子女
ソフィアは夫との間に1男3女を得た。
- アデレード・オーガスタ・ウィルミナ・シドニー（1826年 - 1904年） - 従兄のフレデリック・フィッツクラレンス（初代マンスター伯爵の次男）と結婚、子女なし
- フィリップ・シドニー（英語版）（1828年 - 1898年） - 第2代ド・ライル・アンド・ダドリー男爵
- アーネスティン・ウェリントン・シドニー（1834年 - 1910年） - フィリップ・パーシヴァルと結婚、セーリング選手フィリップ・ハンローク（英語版）の母
- ソフィア・フィリッパ・シドニー（1837年 - 1907年） - アレクサンダー・フォン・キールマンスエック（ドイツ語版）伯爵と結婚[10]、子女なし

## 引用・脚注
1. ↑  Beauclerk-Dewar & Powell 2008.
2. ↑  Wright 1837, pp. 429, 851–54.
3. 1 2 3  Weir 2008, p. 304.
4. 1 2  Brock 2004.
5. ↑  Campbell Denlinger 2005, p. 81.
6. ↑  Campbell Denlinger 2005, p. 84.
7. 1 2 3  Wright 1837, p. 851.
8. ↑  Brennan 2006.
9. ↑  Burke 1880, p. 353.
10. ↑  夫は父方祖父からハノーファー選帝侯エルンスト・アウグストとクラーラ・エリーザベト・フォン・プラーテンの非嫡出子ゾフィー・シャルロッテ・フォン・キールマンスエックの血を引き、父方祖母からイギリス王ジョージ2世とアマーリエ・ゾフィー・フォン・ヴァルモーデンの非嫡出子ヨハン・ルートヴィヒ・フォン・ヴァルモーデン＝ギンボルン（ドイツ語版）の血を引く人物で、この縁組はハノーファー家の非嫡出傍系同士の婚姻と見なされた。